# 十番稲荷神社

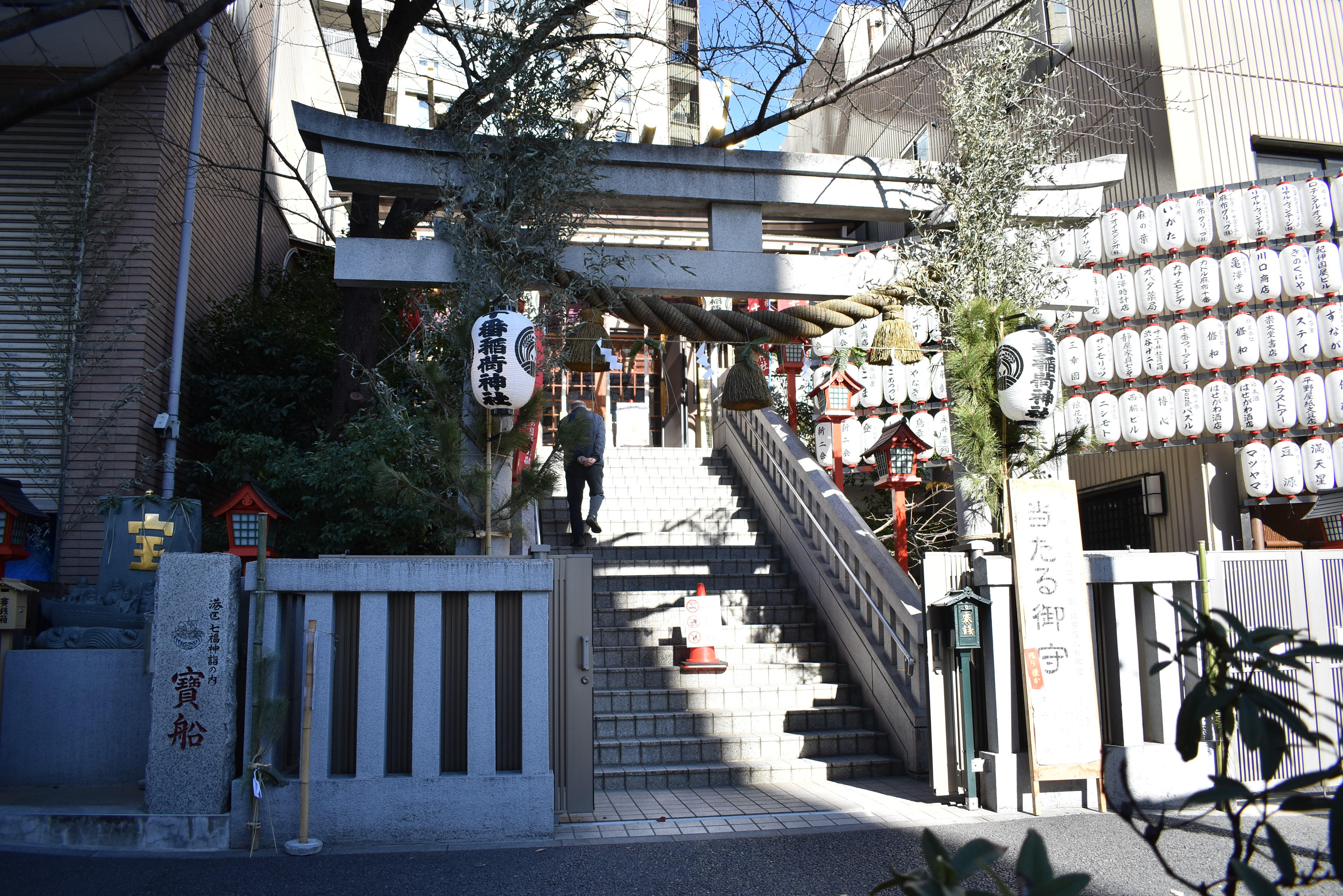
鳥居

十番稲荷神社（じゅうばんいなりじんじゃ）は、東京都港区麻布十番にある神社。

## 概要
この周辺地域には以前には、末広神社（すえひろじんじゃ）と竹長稲荷神社（たけちょういなりじんじゃ）という2つの歴史ある稲荷神社が鎮座していたが、1945年（昭和20年）4月15日の東京大空襲に遭い焼失、戦後の1950年（昭和25年）6月に復興土地区画整理により、両社境内地が現在地に換地・隣接指定され、その後両社が合併して社名を現在の十番稲荷神社へと改称した。
1997年（平成9年）3月29日、現社殿に建て替えられた。

## 祭神
- 倉稲魂命
- 日本武尊
- 市杵島姫命
- 田心姫命
- 湍津姫命

## 行事
- 1月
  - 1日 - 元旦祭
  - 1日〜成人式(15日頃) - 港七福神めぐり
- 2月
  - 節分 - 節分祭
  - 初午 - 初午祭
- 5月中旬〜6月中旬 - 集財祭 (あじさいまつり)
- 6月30日 - 大祓（夏越の祓）
- 8月下旬土日 - 麻布十番納涼祭り
- 9月16日・17日（に近い土日） - 例大祭
- 11月酉の日 - 酉の市
- 12月31日 - 大祓（年越の祓）

## がま池とかえる御守・上の字様

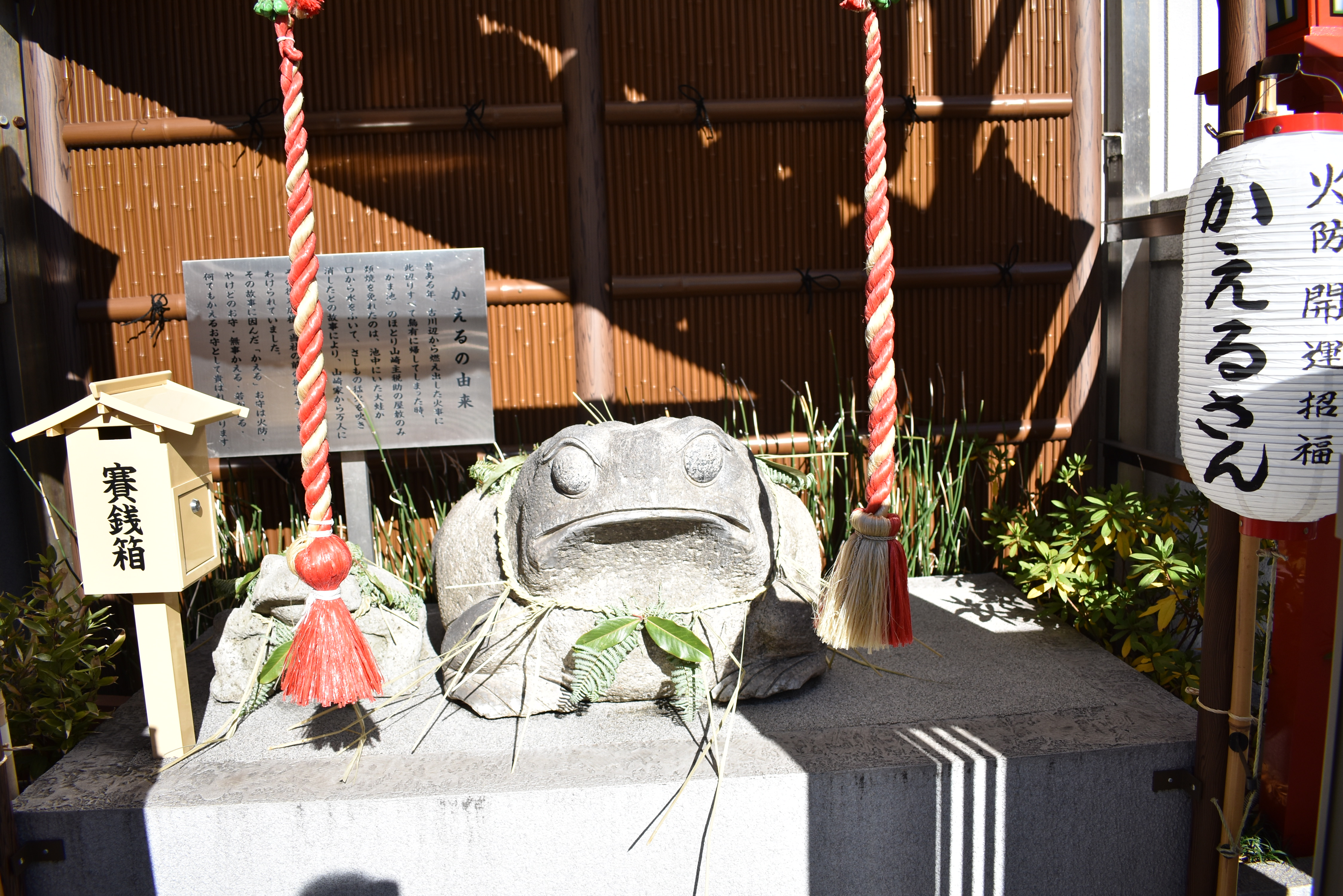
鳥居の東脇にあるかえる像

文政4年（1821年）7月2日の大火で周辺地域が焼失した際に、元麻布にあった備中成羽藩主・山崎家の屋敷だけは類焼を免れ、それは屋敷内にあるがま池の大ガマが火を防いだからだと信じられ、人々に求められて山崎家は「上」という一字が書かれた御札を万人に授けるようになった。この御札は「上の字様」と称され、防火・火傷のお守りとして信仰を集めた。
「上の字様」は後に十番稲荷神社の前身である末広神社を通して授与されるようになったが、空襲による社殿焼失後の戦後には中断していた。しかし、「上の字様」の復活を願う声は多く、1975年（昭和50年）8月から代わりとして「かえるのお守り」の授与を開始し、かえるの石像も奉納された。
その後、「上の字様」も神社に伝わる史料を基に、ほぼそのままの姿で復刻し、2008年（平成20年）元旦より授与を開始した。